# Newfoundland and Labrador Rugby Union
 Newfoundland and Labrador Rugby Union  ou fédération de rugby à XV de Terre-Neuve-et-Labrador, est une fédération  de rugby à XV canadienne. 
La Senior Men A représente le niveau le plus élevé du rugby à Terre-Neuve-et-Labrador, suivie par la Senior Men B.

## Liste des clubs masculins

### Senior Men A
- Vandals RFC              
  - Date de création :
  - Ville : Saint-Jean de Terre-Neuve
- Baymen RFC                                             
  - Date de création :
  - Ville : Conception Bay South
- Swilers RFC    
  - Date de création :
  - Ville : Saint-Jean de Terre-Neuve
- Dogs RFC    
  - Date de création :
  - Ville : Mount Pearl

### Senior Men B
- Vandals RFC A            
  - Date de création :
  - Ville : Saint-Jean de Terre-Neuve
- Baymen RFC A                                           
  - Date de création :
  - Ville : Conception Bay South
- Swilers RFC A  
  - Date de création :
  - Ville : Saint-Jean de Terre-Neuve
- Dogs RFC A  
  - Date de création :
  - Ville : Mount Pearl

## Palmarès de laSenior Men A
| Saison | Vainqueur   | Score  | Finaliste  |
| ------ | ----------- | ------ | ---------- |
| ...    | -           | -      | -          |
| 2010   | -           | -      | -          |
| 2011   | -           | -      | -          |
| 2012   | Swilers RFC | 80 - 5 | Baymen RFC |
| 2013   | Swilers RFC | 49 - 7 | Dogs RFC   |
| 2014   | Swilers RFC | 37 - 7 | Baymen RFC |
| 2015   | -           | -      | -          |
| 2016   | -           | -      | -          |

## Palmarès de laSenior Men B
| Saison | Vainqueur   | Score   | Finaliste  |
| ------ | ----------- | ------- | ---------- |
| ...    | -           | -       | -          |
| 2010   | -           | -       | -          |
| 2011   | -           | -       | -          |
| 2012   | Swilers RFC | 33 - 12 | Baymen RFC |
| 2013   | Swilers RFC | 44 - 5  | Baymen RFC |
| 2014   | Swilers RFC | 29 - 17 | Dogs RFC   |
| 2015   | Vandals RFC | 22 - 15 | Dogs RFC   |
| 2016   | -           | -       | -          |